# Йоаким V
Патріарх Йоаким V Дау — патріарх Антіохійський.
Близько 1581—1592 рр. відвідав слов'янський Схід із метою збору пожертв. Мав доручення від константинопольського патріарха дослідити стан Київської митрополії. У 1586 р. побував у Львові, затвердив новий статут Львівського братства, надав йому широких прав і повноважень, обмеживши владу єпископа. Цей статут став зразковим для інших українських братств.
Вніс значний і практично перший внесок в установу Патріаршества в Московії (Росії), коли відвідав її 1586 р.   Ця подія стала поштовхом до роботи годуновських дипломатів для надання патріаршої гідності предстоятелю Російської Православної церкви. Іоаким приїхав спершу на Західну Русь, а звідти попрямував за фінансовою допомогою до Москви. І якщо в Речі Посполитій патріарху довелося бути свідком нового натиску католиків на православ'я і практично повного занепаду церковного життя Київської митрополії, то в Москві його зустріли з великою пошаною і пишністю.